# Torhaug
Torhaug is een plaats in de Noorse gemeente Molde, provincie Møre og Romsdal. Torhaug telt 239 inwoners (2007) en heeft een oppervlakte van 0,36 km².